# Guantánamo
För andra betydelser, se Guantánamo (olika betydelser).

Guantánamo är en stad i sydöstra Kuba och är den administrativa huvudorten för provinsen Provincia de Guantánamo. Staden hade 208 136 invånare i slutet av 2007. Regionen producerar framför allt sockerrör och bomull.
15 kilometer söder om staden finns den amerikanska militärbasen Guantánamobasen.